# Tramea loewii
Tramea loewii is een libellensoort uit de familie van de korenbouten (Libellulidae), onderorde echte libellen (Anisoptera).
De wetenschappelijke naam Tramea loewii is voor het eerst geldig gepubliceerd in 1866 door Kaup in Brauer.